# クムル市
クムル市（クムルし、ウイグル語：قۇمۇل شەھىرى、中国語：哈密市）は、中華人民共和国新疆ウイグル自治区に位置する地級市（北緯42度50分19秒 東経93度30分15秒 / 北緯42.83861度 東経93.50417度座標: 北緯42度50分19秒 東経93度30分15秒 / 北緯42.83861度 東経93.50417度）。中国語では哈密市（ハミし）と呼ばれる。新疆東部に位置し、ハミ盆地にある。

## 概要
北と北東はモンゴルと国境を接している。北西は昌吉回族自治州と、南西はトルファン市と、南はバインゴリン・モンゴル自治州と、南東は甘粛省酒泉市とそれぞれ接している。天山山脈の東縁部にあり、バルクル山・カルリク山の山麓中部で、市境で南北を分けている。天山南麓はハミ盆地とゴビ砂漠になっており、間のオアシスである。北麓は広大な草原、河川は季節性の小河川で、湖はほとんどが塩湖となっている。全市総面積は137千平方キロメートル、人口約61.7万人、そのうち漢族が70%、ウイグル族が18%、カザフ族が9%、回族が3%となっている。市政府は伊州区にあり、哈密瓜（マスクメロン）の名産地である。

## 語源
この天山山脈最東部南のオアシスは、ウイグル語でクムル (Kumul)、コムル (Qomul) という。モンゴル語ではハミル (Khamil) といい、「哈密」（Hami ハミ）はこの漢字転写である。

## 人口統計
68.95%が漢族、18.42%がウイグル族、8.76%がカザフ族、2.97%が回族で占められる。

## 行政区画
1市轄区・1県・1自治県を管轄。
- 市轄区：
  - 伊州区
- 県：
  - アラトゥルク県（伊吾県）
- 自治県：
  - バルクル・カザフ自治県（巴里坤哈薩克自治県）

| クムル市の地図                               |
| -------------------------------------------- |
| 伊州区 バルクル・カザフ自治県 アラトゥルク県 |

### 年表
この節の出典

#### 新疆省クムル専区
- 1949年10月1日 - 中華人民共和国新疆省クムル専区が成立。クムル県・アラトゥルク県・鎮西県・七角井中心区が発足。(3県1中心区)
- 1953年11月20日 - 鎮西県がバルクル県に改称。(3県1中心区)
- 1954年4月12日 - 七角井中心区がクムル県に編入。(3県)
- 1954年9月30日 - バルクル県が自治区に移行し、バルクル・カザフ族自治区となる。(2県1自治区)
- 1955年4月14日 - バルクル・カザフ族自治区が県制施行し、バルクル・カザフ自治県となる。(2県1自治県)
- 1955年9月13日 - 新疆ウイグル自治区の成立により、新疆ウイグル自治区クムル専区となる。

#### 新疆ウイグル自治区クムル地区
- 1961年1月25日 - クムル県の一部が分立し、クムル市が発足。(1市2県1自治県)
- 1962年10月20日 - クムル市がクムル県に編入。(2県1自治県)
- 1970年11月25日 - ピチャン県を編入。(3県1自治県)
- 1975年1月30日 - クムル専区がクムル地区に改称。(2県1自治県)
  - ピチャン県がトルファン地区に編入。
- 1977年1月6日 - クムル県の一部が分立し、クムル市が発足。(1市2県1自治県)
- 1983年9月9日 - クムル県がクムル市に編入。(1市1県1自治県)
- 2016年1月7日 - クムル地区が地級市のクムル市に昇格。

#### クムル市
- 2016年1月7日 - クムル地区が地級市のクムル市に昇格。(1区1県1自治県)
  - クムル市が区制施行し、伊州区となる。
- 2021年2月4日 - 伊州区の一部が分立し、自治区直轄県級行政区の新星市となる。(1区1県1自治県)

## 経済
鉱業が盛んで、石炭、鉄、銅、ニッケル、金を産出する。トルファン市とハミ市にまたがるトゥハ油田（吐哈油田）もある。農業も盛んで、ハミ市の名称を持つハミウリ（哈密瓜）が多く栽培されている。北部のバルクル・カザフ自治県では、馬とラクダの飼育が盛んである。

## 軍事
2021年、アメリカ合衆国の民間シンクタンクは衛星写真を利用し、ハミ周辺から110基におよぶICBMミサイルサイトを見出している。

## 交通

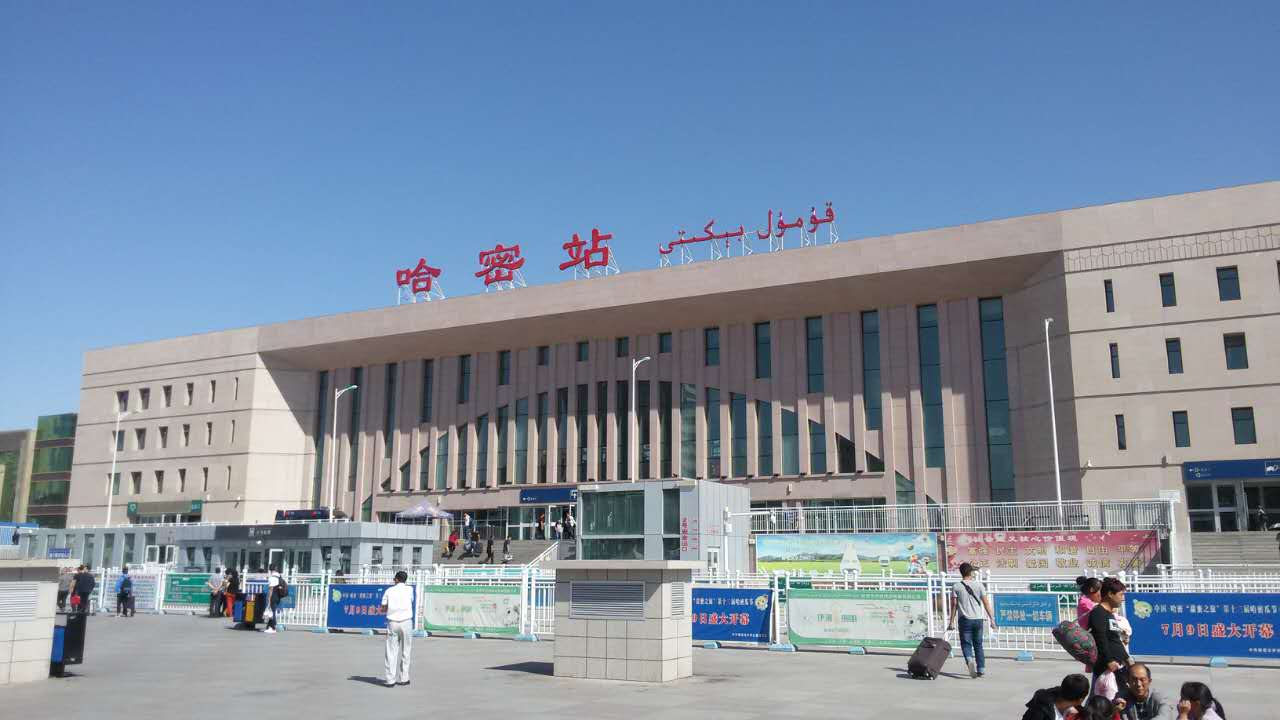
2015年に新装されたハミ駅

普通道路はG312国道（上海～甘粛省蘭州市～新疆ウイグル自治区ハミ市～ウルムチ市～コルガス市）があり、京新高速道路（北京～ハミ市～トルファン市～ウルムチ市）は建設中で、西隣りのトルファン市～ウルムチ市はすでに完成。
鉄道はハミ駅に蘭新線、蘭新線第二複線列車が停まる。空路には、ハミ空港がある。

## 観光地
ハミ地区博物館、ハミ郡王家（ウイグル人のイスラム教王国）の王墓群、ケイス廟などがある。

## 出身人物
- アブドゥレヒム・オトキュル - 詩人、作家、古典文学研究家